# 大藏寺
大藏寺（藏語：ད་ཚང་དགོན་པ，威利转写：da tshang dgon pa）建于1414年，是藏传佛教格鲁派在川北一带之总寺。
大藏寺位于四川阿壩州馬爾康市城正北大藏乡春口村，经大郎足沟至沙尔宗乡的林场公路54公里处以西一侧，距成都市約500公里，距马尔康县政府驻地的县城108公里。
2007年6月1日公佈為四川省第七批文物保護單位。2013年3月5日列為第七批全國重點文物保護單位。

## 词语释意
“大藏”汉语意思就是“圆满的信心”之意。因爲藏文以漢文音譯所出之異，在漢語文史上大藏寺亦被譯作“答倉寺”、“大澤寺”、“达仓寺”等。在某段時期，安多地區的藏民亦稱大藏寺爲“茶穀寺”。由于该寺的悠久历史和规模，大藏寺被尊称为“札仓第二”(意为第二佛学院)，地位仅次於格律派祖庭甘丹寺。
有关大藏寺的命名，在文史上及口语相传中有多种说法。一说为由宗喀巴取“圆满的信心”之意为其命名“大藏”（在文史中宗喀巴有时亦称阿旺札巴为“大藏阿旺扎巴”）；另一种说法认为阿旺扎巴因大藏寺乃其发愿建成一百零八座寺院之最后一间，便为它命名“大藏”，取其“圆满足数”之意，但这种说法主要是历代相传的说法，并未多见于古文献中；又有些人认为先有阿旺扎巴为寺院命名“大藏”，后宗喀巴依原名之发音略为改动了一下，使其由“圆满足数”之意思变为“圆满的信心”之意，而寺名发音却仍为“大藏”。寺院全名为“甘丹大藏恒周林”（藏語：དགའ་ལྡན་ད་ཚང་ལྷུན་གྲུབ་གླིང，威利转写：dga' ldan da tshang lhun grub gling，THL：Ganden Datsang Lhündrup Ling），乃指其为甘丹教派寺院，亦即格鲁派道场。“甘丹”一词意为“欢喜”，是弥勒佛之兜率净土之名称的藏语音译，亦表格鲁派的意思。
宗喀巴諸傳記、《安多政教史》及明、清二代史料中常有提及大藏寺。在拉薩布達拉宮中，有一幅“西藏重要寺院”壁畫，其中亦包括大藏寺。

## 歷史沿革
大藏寺由嘉绒高僧察柯·阿旺扎巴（藏語：ཚ་ཁོ་ངག་དབང་གྲགས་པ，威利转写：tsha kho ngag dbang grags pa）在嘉绒地区所建的最后一座寺庙，建成于公元1414年。察柯·阿旺扎巴是格律派初祖宗喀巴四大弟子之一，1381年到拉萨学经书，拜宗喀巴为师并受僧戒。1410年阿旺扎巴离开拉萨回到嘉绒地区，离别之前，宗喀巴赠送了108颗念珠给他，由此阿旺扎巴发誓要在嘉绒地区建立108座格鲁派寺院。他当年修建了嘉绒地区第一座格鲁派寺庙阿兑寺（藏語：ཨ་འདུས་དགོན་པ，威利转写：a 'dus dgon pa）。大藏寺是他修建的第108座寺庙。
在明、清兩代，寺院倍受歷代帝皇及朝廷尊崇，長期得到歷代帝皇的供養，其中包括法物、印章、黃金、寶物、布料及僧人日用所需。除來自明、清兩代歷代帝皇及西藏中部的無數珍貴供品及尊重外，大藏寺在歷史上亦得當地十八土司的支援及供養，成爲川北一帶的佛法權威與中樞。
大藏寺在古代向与拉萨色拉寺昧院、拉萨下密院及甘肃拉卜楞寺有密切关系，寺僧如离寺赴拉萨进修高等佛学，多入色拉寺昧院嘉绒堂成为学僧；拉卜楞寺则因曾保护大藏寺免于某年代的苯教势力侵占，而与大藏寺从此结交，其两位法台贡唐仁波切及嘉木漾仁波切皆曾当大藏寺的方丈。故此，大藏寺在佛学教育上隶属色拉寺昧院体系，又同时因曾受拉卜楞寺的保护照顾而与其有密切交往。若论寺院之历史，大藏寺却建于色拉寺及拉卜楞寺创建之前。在全盛时期，大藏寺本身又有多间属下寺院。
虽然大藏寺历代僧人在进修高等佛学课程时，多会前往拉萨色拉寺成为学僧，但大藏寺本身也有其整套佛学教育制度，涵括中观、般若、因明、俱舍及戒律五部，并有完善之密部学修体系，主修大威德、密集及胜乐三部无上密续。大藏寺僧的勤奋好学向来广为人知，历代以来大藏寺僧在拉萨色拉等三大寺中成为头等“格西”的甚多。
1930年代，大藏寺有大约三百常住僧人。1950年代末期僧人全遭驱逐，寺院被完全毁灭，殿堂、经书及佛像被完全毁坏。1993年至1997年大藏寺得到重建。

## 建築概況
1414年大藏寺建成时包括数座殿堂及八座僧舍，其中包括大雄宝殿、护法殿及四层楼高的阿旺札巴本人驻锡的楼房。这三座建筑物中，护法殿至今天仍保存原状。大藏寺历代以来发展至过百间建筑物，如同一座小城。
1950年代前，大藏寺有彌勒殿三座、宗喀巴大師殿、大雄寶殿及護法殿等六座佛殿，又有祈竹樓及堪康樓各一座作兩位法台歷代住錫之處。各殿均有聖物及珍貴經書無數，彌勒殿供有幾十米高的未來佛聖像。即使是普通的僧舍，每間樓中俱有《大藏經》（在藏傳佛教中分爲"甘珠爾"及"丹珠爾"兩部）整套，每間房的牆壁及天花繪滿了璧畫，記載佛陀及歷代祖師之生平史傳。大殿之樓頂爲鎏金銅瓦，乃漢地皇帝所賜。寺院後山上有閉關院一座，供寺僧禪修閉關之用。在寺院前方，有一座三十米高的佛塔，內有很多珍貴聖物。
大雄宝殿则于1950年代末期被毁，于1993年重建至1997年竣工。新寺建在原阿旺扎巴府邸旁边。目前寺前是二层楼的招待所。始自1993年的重建工作，得到了法台祈竹仁波切的各国弟子资助，甚至有新加坡弟子率队往寺院亲手建造部分工程。重建后的大雄宝殿比以前的大得多，又先后建成供有十三米高弥勒像的弥勒殿、供有八米高宗喀巴像的祖师殿及供奉五米高千手千眼观音像的大悲殿，此外还建成了大型僧舍、不动佛殿、居士住宿楼、闭关房、大型僧人膳堂及方丈楼等。重建后的大藏寺，有一座宏伟的辩经院。
在距今约一百年前，大藏寺有一位名为“卡华珠洛桑尼玛格西”的长老曾作预言：“现在显得法务昌隆的此寺，将来会被毁灭荒废，再由来自远方的人重建。”寺院在重建过程中，一直留空了长老预言将于乘愿再来时建舍居住的后山地方（长老曾插杖为记），因此不敢使用该块土地。
大藏寺的祈竹楼，是一座颇具规模的建筑物，位于大殿后方、整个寺院建筑群的最高位置。它与大藏寺著名的护法殿外墙都涂上金黄色，而寺中其他建筑物都是涂白色的。祈竹楼内供奉一位护法，祂是玛哈卡那护法的其中一种化相，而玛哈卡那则是观音大士的悲心所化现之忿怒化相。1950年代末，大藏寺被毁灭，祈竹楼当然也未能幸存。在始于1993年的几年重建后，寺院及寺中的祈竹楼基本上现已修复，且比以前的大了许多。
大藏寺的右方有一座小石碑，上刻观音大士之形相，这是纪念第六世达赖喇嘛到访的一个石碑。第六世达赖喇嘛一生十分富传奇性，他喜欢扮作普通僧人，甚至乞丐的形相，在藏地云游四方，有说更曾到过汉地五台山。在他的自传中，亦提及曾到访大藏寺之事，而且对寺院之规模及僧人修学之勤奋甚表嘉许。在大藏寺时，尊者秘密地躲藏于护法殿中修持，本来未为人知。有一次，他在现在石碑所在地被一位曾到过拉萨晋见他的老寺僧认出了。尊者嘱咐老僧代他保密，但老僧坚决要求他留下一些驻锡大藏寺之纪念，尊者便说：“在我走后，你在现在我俩见面之处立一个观音大士石碑。见碑者如同见我本人！”，于是老僧便在该地立了石碑，至今尚在，藏民在绕寺时都会在此碑前顶礼。此外，尊者又于护法殿外墙写了一些文字，但该墙在近年维修时被忍痛拆除，只好在新墙上同位置依旧照片拓上原来的字迹聊作纪念。

## 周邊情況
大藏寺地处曲科尔山腰，寺院群落以坡而建，又是顺山脊而落。曲科而山意为法轮永恒之山。背后是嘎尔足雪山，西面为更达尔雪山，山势环绕，附近山峰都好像环绕着大藏寺所在的峰，自然形成一座十三尊大威德金刚坛城之排列。大藏寺所在的曲科尔山峰，海拔在3500米以上，山形如一头巨象，寺院建在象的颈部。在寺院中心可远眺东、南、西、北各有一峰，被称为坛城的四方护法。
曲科尔山南，坐落着世代为生的寺院属民的曲科尔村庄，村庄四周是土地肥沃的粮田。主产青稞、胡豆、洋芋等作物。曲科尔山北为较陡峭的松树林和灌木枝。与此对面更达尔山腰坐落着大藏乡的都尔巴村和卡尔更村。历史上皆为大藏寺的属民。曲科尔的南北山脚下，流淌着欢快奔跳的小河，好似两条挂在曲科尔耳环上的银色飘带，垂直脚底。据当地的村民介绍，在嘎尔足神山及更达尔山的雪线以下，有着丰富的虫草、贝母、牛黄、羌活。林中还有獐子、鹿子、金丝猴等国家一、二级保护动物数十种。

## 收藏品
大藏寺現今仍保存著乾隆皇帝所贈象牙印章一枚、乾隆所供的織錦布料、禦賜天衣及五佛冠（當年有五十套之多）散件、歷代聖旨及詔書多函及明代大將軍所供銅鑼一個。這個銅鑼是大藏寺之寶物，其鑼聲異常宏亮及美妙，遠近知名。
阿旺扎巴逝世后的遗骨，头盖骨上有一个天然显现的藏文“唵”字，清楚可见。这块圣骨现在被寻回而供于大藏寺内。